# Limonia chaseni
Limonia chaseni är en tvåvingeart som beskrevs av Edwards 1933. Limonia chaseni ingår i släktet Limonia och familjen småharkrankar. Inga underarter finns listade i Catalogue of Life.